# Gonioscelis feijeni
Gonioscelis feijeni là một loài ruồi trong họ Asilidae. Gonioscelis feijeni được Londt miêu tả năm 2004. Loài này phân bố ở vùng nhiệt đới châu Phi.